# A-Teens
A-Teens(에이틴즈)는 스웨덴 스톡홀름에서 결성된 4인조 팝 음악 그룹이다. 1998년에 결성되어 2004년에 활동을 중단했다.

## 개요
ABBA의 곡을 커버한 데뷔 앨범 《The ABBA Generation》이 세계적으로 대히트, 일약 스타덤에 올랐다. 또한 처음에는 "ABBA 틴스"라는 그룹 이름으로 데뷔하였고, 첫 싱글 〈Mamma Mia〉도 이 이름으로 발매되었다. 그러나 아바 측의 요청으로 이름을 바꾸었다. 2001년에는 전 세계적으로 500만장의 앨범을 판매하였다. 2002년에는 엘비스 프레슬리의 〈Can't Help Falling in Love〉을 커버하고 이것이 영화 《릴로 & 스티치》의 테마송으로 쓰이기도 하였다. 그러나 6년간의 활동 후 2004년에 그룹 활동을 중단했다. 2006년이 되어 공식 웹사이트에서 공식적으로 해체를 발표했다. 현재는 멤버 전원이 솔로로 활동하고 있다.

## 디스코그래피
- The ABBA Generation (1999)
- Teen Spirit (2001)
- Pop 'til You Drop! (2002)
- New Arrival (2003)
- Greatest Hits (2004)